# Gan tiền thơm
Gan tiền thơm (tên khoa học: Gaultheria fragrantissima) là một loài thực vật có hoa trong họ Thạch nam. Loài này được Nathaniel Wallich mô tả khoa học đầu tiên năm 1820.
Các tên gọi khác còn có: châu thụ thơm, bạch châu, thạch nam.
Có trong các khu rừng thông (Pinus) thường xanh và rừng hỗn hợp, bìa rừng, các bụi rậm trên các sườn núi khô nhiều nắng; ở cao độ 1.000–3.200 m. Trên thế giới có tại miền nam Trung Quốc (đông nam Tây Tạng, Vân Nam), Bhutan, Ấn Độ, Malaysia, Myanma, Nepal, Sri Lanka và miền bắc Việt Nam.
Tại Việt Nam được ghi nhận có tại các vùng núi cao miền bắc như Hoàng Liên Sơn, Sa Pa, Tam Đảo.